# Eduardo da Silva
 Eduardo Alves da Silva, brazilsko-hrvaški nogometaš, * 25. februar 1983, Rio de Janeiro, Brazilija.
Je hrvaški nogometaš brazilskega rodu. Do poletja leta 2007 je igral za Dinamo Zagreb, potem pa se je preselil v F.C. Arsenal, kjer je igral od leta 2007 do 2010. Je tudi član hrvaške nogometne reprezentance.Eduardo je bil hudo poškodovan. Poškodoval se je na prvenstveni tekmi proti Birminghamu kjer mu je že v 3. minuti Martin Taylor zlomil mečnico. Najprej so sumili na zlom gležnja vendar so potem ugotovili da je zlomljena mečnica. Po skoraj enoletnem počitku se je ponovno vrnil na zelenice in na svoji prvi tekmi zabil 2 gola. V letu 2010 je prestopil v Šahtar Doneck kjer je igral do 2014.
Sezono 2014–2015 je odigral pri brazilskem klubu Flamengo, od julija 2015 pa zopet igra pri ukrajinskem Šahtarju. 